# Saggat

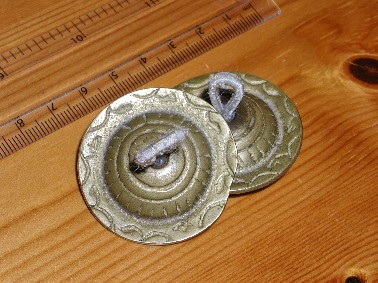
Sagaty

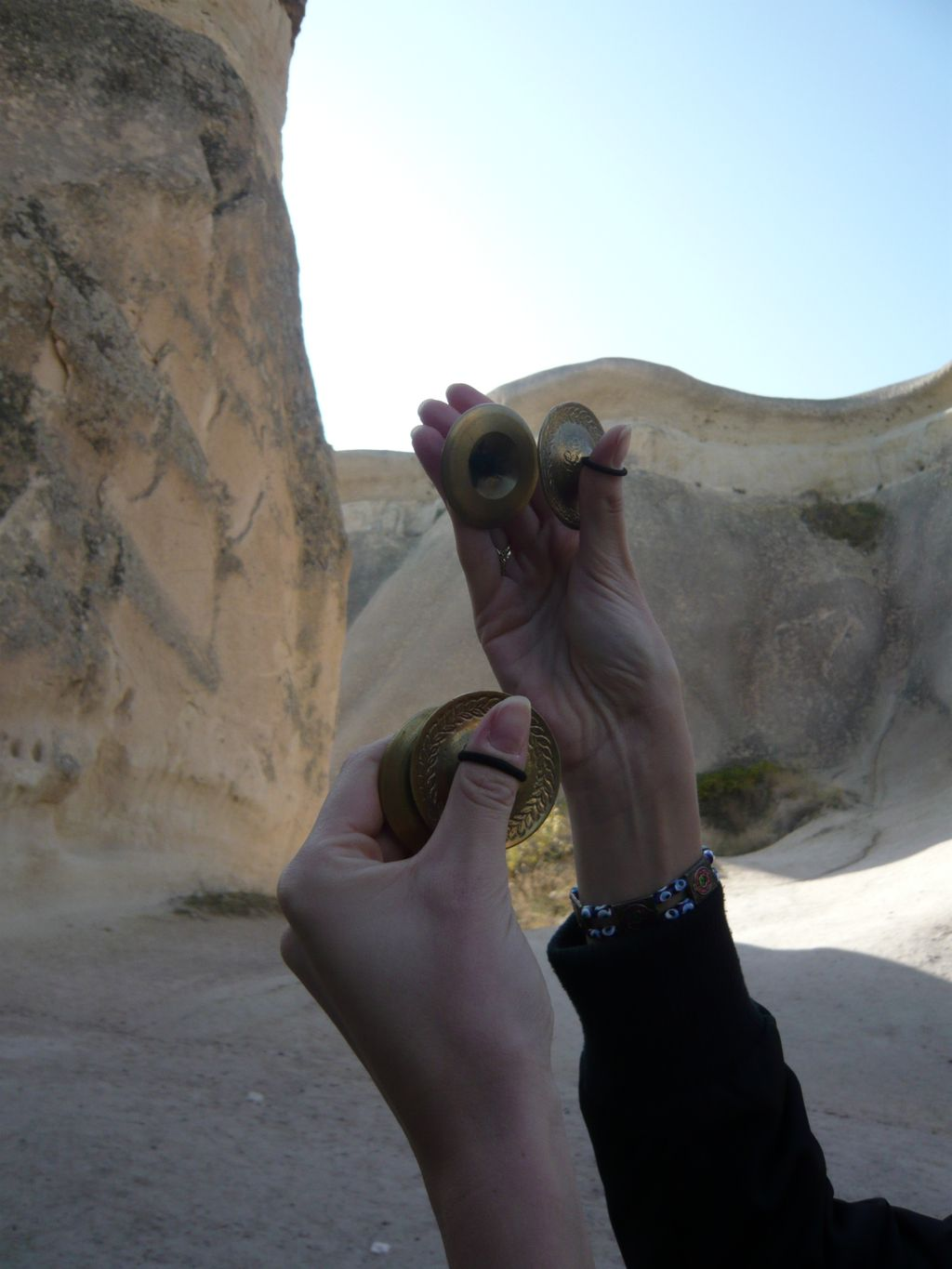
Sagaty

Saggat (zil sang, kas) – instrument perkusyjny z grupy idiofonów popularny w krajach Bliskiego Wschodu i Afryki Północnej. Spotykany już w czasach starożytnych w obrębie basenu Morza Śródziemnego. 
Składa się z pary metalowych, zwykle mosiężnych talerzy o różnych wymiarach. Ich średnica waha się od 6 cm do 25 cm w zależności, czy zakładano je na palce (okrągłe blaszki z dziurką w środku, zakładane przy pomocy gumek na kciuki i palce środkowe obydwu dłoni), czy też były trzymane w obu rękach. Instrument ten spotykany jest u Arabów i służy do wystukiwania rytmów przez tancerki podczas tańca. Saggaty zostały również zapożyczone przez tancerki American Tribal Style i stały się nieodłączną częścią tego gatunku tanecznego. Wykazuje pewne pokrewieństwo z hiszpańskimi kastanietami, być może jest jego prototypem.
Źródło
Mały słownik kultury świata arabskiego - Wiedza Powszechna, Warszawa 1971